# Boris Tatar
Boris Tatar (n. 17 de marzo de 1993) es un jugador montenegrino que juega como defensa en la liga japonesa J2 League en el equipo FC Machida Zelvia.

## Carrera
Tatar empezó su carrera en Montenegro, para luego trasladarse a Australia para unirse al National Premier Leagues Victoria al equipo Bentleigh Greens para realizar 12 apariciones. Volvió a Montenegro para jugar en el FK Zabjelo trasladándose finalmente a Finlandia, donde jugó con el Ekenäs Sport Club y el FC Lahti.
Actualmente está en el Machida Zelvia.